# Ume kontrakt
Ume kontrakt var ett kontrakt inom Svenska kyrkan i Luleå stift. 1 januari 2017 sammanlades detta kontakt med Södra Västerbottens kontrakt där det nya kontraktet övertog namnet Södra Västerbottens kontrakt men övertog kontraktskoden från detta kontrakt.
Kontraktskoden var 1102.

## Administrativ historik
Kontraktet bildades 1962 
från en del av då upplösta Västerbottens södra kontrakt
- Umeå stadsförsamling
- Umeå landsförsamling
- Vännäs församling som 2005 övergick till Södra Västerbottens kontrakt
- Sävars församling som 2005 övergick till Södra Västerbottens kontrakt
- Holmöns församling som 2005 övergick till Södra Västerbottens kontrakt
- Degerfors församling som från 1970 benämns Vindels församling och som 2005 övergick till Södra Västerbottens kontrakt
- Bygdeå församling som 2005 övergick till Södra Västerbottens kontrakt
- Robertsfors församling som 2000 uppgick i Bygdeå församling
- Holmsunds församling som 2005 övergick till Södra Västerbottens kontrakt

från en del av då upplösta Västerbottens norra kontrakt
- Nysätra församling som 2002 uppgick i Bygdeå församling

1963 bildades
- Tavelsjö församling
- Tegs församling

1971 bildades
- Ålidhems församling

1998 bildades
- Umeå Maria församling

2014 sammanlades alla församlingar i kontraktet till Umeå pastorat.

## Kontraktsprostar
| Ämbetstid | Namn                     | Levnadstid | Övrigt                          |
| --------- | ------------------------ | ---------- | ------------------------------- |
| 1962–1963 | Dag Anders Gustaf Nyberg | 1907–      | Kyrkoherde i Sävars församling. |